# Rain
För andra betydelser, se Rain (olika betydelser).
Rain (Lennon/McCartney) är en låt av The Beatles från 1966.

## Låten och inspelningen
Denna låt spelades in ungefär samtidigt som Paul McCartneys Paperback Writer och man jobbade med den 14 och 16 april 1966. Denna sång är ännu en av John Lennons LSD-inspirerade låtar och är troligen ett försök återge en godartad upplevelse av drogen. För att få det något speciella ljudet på inspelningen spelade man snabbare än avsiktligt då man lade kompet och varefter man spelade upp det hela långsammare. Många håller detta för att vara Beatles bästa b-sida. McCartneys bas dominerar men Ringo Starr anser att hans spel på denna låt är det bästa han gjort. Mot slutet av sången förekommer även baklängesinspelningar, något som gruppen flitigt använde sig av vid denna tid. Detta var också den första inspelningen i historien då man använde sig av det. Låten blev b-sida på singeln Paperback Writer som kom att släppas i USA 30 maj och i England 10 juni 1966.